# Josef Šedivý
Josef Šedivý (ur. 9 lipca 1967) – czeski duchowny rzymskokatolicki, od 2011 wielki mistrz Zakonu Krzyżowców z Czerwoną Gwiazdą.

## Życiorys
Święcenia kapłańskie przyjął w 1997. Urząd wielkiego mistrza pełni od 20 czerwca 2011.